# 초음파 세척

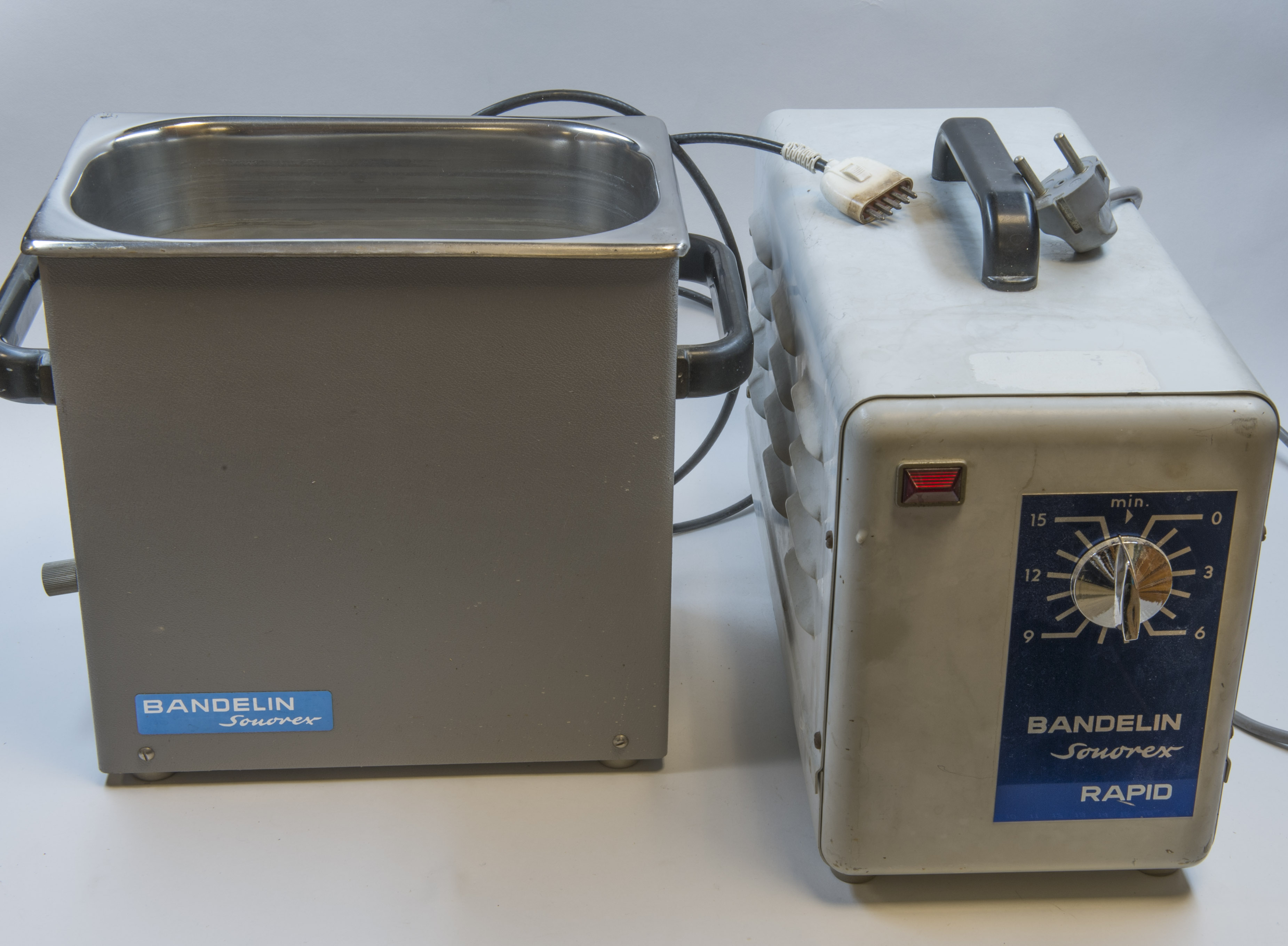
1970~1980년대의 소노렉스 초음파 세척기

초음파 세척 또는 초음파 청소, 울트라소닉 클리닝(ultrasonic cleaning)은 초음파(일반적으로 20~40kHz)를 사용하여 유체를 교반하여 세척 효과를 내는 공정이다. 초음파 세척기는 내부 용량이 0.5리터(0.13 US 갤런) 미만인 소형 데스크톱용부터 용량이 1,000리터(260 US 갤런)에 달하는 대형 산업용까지 다양한 크기로 제공된다.
초음파 세척기의 원리는 초음파 주파수원의 음파 에너지를 변환기를 통해 기계적 진동으로 변환하는 것이다. 초음파에서 생성된 진동은 세척 탱크 벽을 통해 세척액으로 전달되어, 탱크 내 액체의 미세 기포가 음파의 작용으로 계속 진동하면서 물체 표면에 흡착된 오염 물질을 파괴하고 분리한다.
세척 대상에 따라 세척 과정은 매우 빠르게 진행되어 몇 분 만에 오염된 물체를 완전히 세척할 수 있다. 경우에 따라 세척 시간이 더 길어져 30분을 초과할 수도 있다.
초음파 세척기는 산업용 부품, 주얼리, 과학 샘플, 렌즈 및 기타 광학 부품, 휴대용 시계, 치과 및 수술 기구, 도구, 동전, 만년필, 골프채, 낚싯대, 블라인드, 화기 부품, 자동차 연료 분사기, 악기, 축음기 음반, 산업용 기계 가공 부품, 전자 장비, 광학 렌즈 등 다양한 물체를 세척하는 데 사용된다. 많은 보석 작업장, 시계 제작소, 전자 제품 수리 작업장 및 과학 실험실에서 사용된다.

## 같이 보기
- 음향 세척
- 세탁기
- 고압멸균